# 錦仁
錦 仁（にしき ひとし、1947年 - 2024年5月30日）は、日本の国文学者。専門は、中古・中世文学。学位は、文学博士（東北大学・論文博士・1992年）（学位論文「中世和歌の研究」）。新潟大学名誉教授。

## 略歴
山形県生まれ。東北大学文学部卒業、1975年、同大学院文学研究科博士課程中途退学。1992年、「中世和歌の研究」で東北大学より文学博士の学位を取得。聖和学園短期大学助教授、秋田大学教育学部教授などを経て、1996年、新潟大学人文学部教授、同現代社会文化研究科教授。2013年、名誉教授。

## 著書
- 『中世和歌の研究』（1991年、桜楓社）
- 『浮遊する小野小町 人はなぜモノガタリを生みだすのか』（2001年、笠間書院）
- 『小町伝説の誕生』（2004年、角川選書）
- 『なぜ和歌を詠むのか 菅江真澄の旅と地誌』（2011年、笠間書院）
- 『宣教使堀秀成 だれも書かなかった明治』（2012年、三弥井書店〈シリーズ日本の旅人〉）

### 編著
- 『式子内親王全歌集』（1982年、桜楓社）
- 『百人一首倉山抄』（1995年、和泉書院）
- 『講座日本の伝承文学 在地伝承の世界 東日本』徳田和夫、菊地仁共編（1999年、三弥井書店）
- 藤原為家『詠歌一体 影印二種翻刻一種並びに三本校異』小林一彦共編（2001年、和泉書院）
- 『東北の地獄絵 死と再生』編（2003年、三弥井書店）
- 『「偽書」の生成 中世的思考と表現』小川豊生、伊藤聡共編（2003年、森話社）
- 『源俊頼撰 金葉和歌集』（2006年、明治書院〈和歌文学大系〉）
- 『聖なる声 和歌にひそむ力』阿部泰郎共編（2011年、三弥井書店）
- 『都市歴史博覧 都市文化のなりたち・しくみ・たのしみ』白幡洋三郎・原田信男共編著（2011年、笠間書院）
- 『中世詩歌の本質と連関』編（2012年、竹林舎〈中世文学と隣接諸学〉）